# باشگاه فوتبال بلین
باشگاه فوتبال اسکورپیونز د بلین یک باشگاه فوتبال از شهر بلین در استان هردیا در کاستاریکا است که در دسته دوم کشور بازی می‌کند.